# Kemado Records
Kemado Records ist ein US-amerikanisches Independent-Label aus New York City, welches Tonträger in den Musikrichtungen Rock, Indie-Rock, Alternative Rock, Heavy Metal und Hard Rock vertreibt.

## Geschichte
Kemado Records wurde im Jahr 2002 von Tom Clapp und Andres Santo Domingo gegründet und veröffentlichte im darauffolgenden Jahr seinen ersten Tonträger. Im Jahr 2008 entstand der Imprint Mexican Summer, welcher anfänglich limitierte Kleinserien von Vinylschallplatten auflegte, bevor dieser zum bedeutendsten Identifikator hinsichtlich Kemado Records avancierte. Im Jahr 2014 wurde Kemado Records in ein Medienunternehmen umgewandelt, welches sich erweiternd in den Feldern Akquise, Management und Vertrieb von Medienrechten betätigte. Anschließend im Jahr 2015 initiierte, dass nunmehr unter dem Namen Kemado Media Group firmierende Label, einen weiteren Imprint mit Namen Anthology Recordings, ein externes Label, welches bereits existierte und seitens Kemado Records ein Relaunch erfuhr, nachdem es übernommen wurde.

## Musiker und Musikgruppen
Die nachfolgende Auswahl an Musikern und Musikgruppen veröffentlichten diverse Tonträger auf dem Label Kemado Records.
- Audionom
- Cheeseburger
- Children
- Danava
- Diamond Nights
- Dungen
- Electric Voyage
- Elefant
- Farmer Dave Scher
- Futur Skullz
- Grails
- Langhorne Slim
- Lansing-Dreiden
- Marissa Nadler
- Moab
- O'Death
- Priestbird
- Saviours
- Slices
- Spiders
- Tarantula
- The Fever
- The Soft Pack
- The Sword
- TK Webb & The Visions
- True Widow
- Vietnam
- Wild Hunt
- Witchcraft
- Xasthur
- Zond